# Playa de Vargas
Playa de Vargas är en strand i Spanien.   Den ligger i provinsen Provincia de Las Palmas och regionen Kanarieöarna, i den sydvästra delen av landet, 1 800 km sydväst om huvudstaden Madrid. Playa de Vargas ligger på ögruppen Kanarieöarna.